# Луций Юний Цезений Пет (консул 79 г.)
Вижте пояснителната страница за други личности с името Луций Юний Цезений Пет.
Вижте пояснителната страница за други личности с името Марк Помпей.
Луций Юний Цезений Пет (на латински: Lucius Iunius Caesennius Paetus) e сенатор на Римската империя през 1 век.

## Биография
Той е син на Луций Юний Цезений Пет (консул 61 г.).
През 79 г. Цезений Пет е суфектконсул заедно с Публий Калвизий Рузон. През 93/94 г. е проконсул на провинция Азия.
Неговият син Луций Цезений Соспет e суфектконсул 114 г.